# Зейнаб Тарі
Зейнаб Тарі Сумро — королева, яка правила у Сіндхі (на території сучасного Пакистану), вона очолювала його протягом десяти років (1092—1102 року). Вона була єдиною королевою, яка коли-небудь правила Сіндом, як єдиний правитель.

## Життя
Вона була донькою короля Сумро Асамуддіна Даули Додо Сомро з династії Сомро, який зійшов на престол Сінда після смерті свого батька Асімуддіна Бхунгара Сомро в 448 р. мусульманскої громади або ж 1064—1065 рр.до нашої ери з титулом Додо-I. Оскільки після неї не було жодного чоловічого спадкоємця, король ухвалив рішення, і, призначив для принцеси наставників, які навчили її керівництву Королівством і його захисту від небажаних ворогів, які звільнили Мансуру.
Король Додо-I правив Сіндом 15 років. У цей період його правління у нього народився син, якого він назвав Шахабуддін Сангар. Коли Сангар Сумро був ще неповнолітнім, Додо-I зрікся престолу в 1092 році нашої ери на користь своєї дочки Зайнаб Тарі, щоб жити на пенсії. Оскільки принц Шахабуддін Сангар був неповнолітнім, Рада Міністрів і Сардари одноголосно виконали бажання свого монарха і коронували сестру Сангара принцесою Зайнаб Тарі, як суверенною королевою Сінда.
Під час правління королеви Зейнаб Тарі, ніякі іноземні війська не змогли захопити Сінд, і столиця Таррі розрослася у розмірі, а торгівля з іноземними країнами зросла. Після десятого року свого правління, відповідно до принципу спадкоємства, вона оголосила Сангара королем Сінда. Таким чином, Сангар був коронований як суверенний король Сінда, а королева Тарі вийшла на пенсію, для того, щоб жити сімейний життям.